# Strada statale 592 di Canelli
La ex strada statale 592 di Canelli (SS 592), ora strada provinciale 592 di Canelli (SP 592) in provincia di Asti e strada provinciale 592 di Valle Belbo (SS 592) in provincia di Cuneo, era una strada statale italiana che si sviluppava per intero in Piemonte; attualmente è classificata come strada provinciale per tutta la sua estensione.

## Percorso

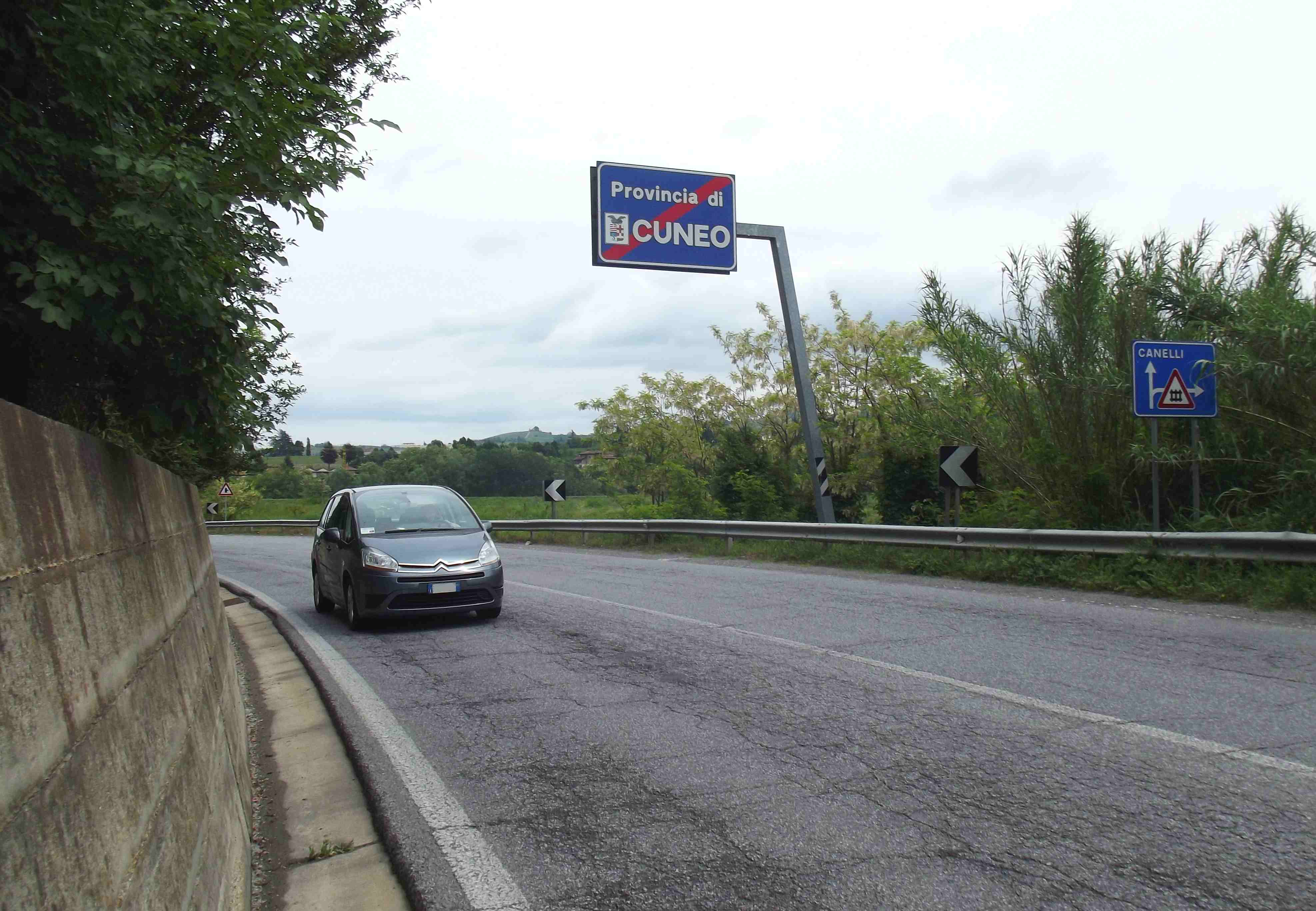
La strada al confine tra le province di Cuneo e di Asti

Inizia a Nizza Monferrato, dalla nuova tangenziale che porta alla ex strada statale 456 del Turchino, ed è una strada agevole e di alto scorrimento. Essa segue praticamente il corso del torrente Belbo. Attraversa i comuni di Santo Stefano Belbo, Canelli, Cossano Belbo e Rocchetta Belbo. Arriva, dopo pochi chilometri, nel territorio comunale di Castino, dove si immette sulla ex strada statale 29 del Colle di Cadibona.

## Storia
Già inserita nel piano generale delle strade aventi i requisiti di statale del 1959, è solo col decreto del Ministro dei lavori pubblici del 16 luglio 1969 che viene elevata a rango di statale con i seguenti capisaldi d'itinerario: "Nizza Monferrato - Canelli - Santo Stefano Belbo - innesto strada statale n. 29 in località Campetto" ed una lunghezza di 29,300 km.
In seguito al decreto legislativo n. 112 del 1998, dal 2001, la gestione è passata dall'ANAS alla Regione Piemonte che ha provveduto al trasferimento dell'infrastruttura al demanio della Provincia di Asti e della Provincia di Cuneo per le tratte territorialmente competenti.